# 1129-й зенітний ракетний полк (СРСР)
1129-й зенітно-ракетний полк (1129 ЗРП, в/ч 62114) — формування зенітних ракетних військ Радянської армії, що існувало у 1945—1992 роках.
Полк перебував у складі 72-ї гвардійської мотострілецької дивізії. Дислокувався в місті Біла Церква.
У 1992 році полк перейшов під юрисдикцію України як 1129-й зенітний ракетний полк Збройних сил України.

## Історія
В липні 1945 року 1008-й окремий зенітний артилерійський дивізіон увійшов до складу 72-ї гвардійської стрілецької дивізії при частковому її переформуванні.
В 1946-му році окремий дивізіон був переформований в окрему зенітно-артилерійську батарею, яка ввійшла до складу 7-ї окремої гвардійської стрілецької бригади.
З жовтня по листопад 1953-го року окрема зенітно-артилерійська батарея знову була переформована на 354-й окремий зенітно-артилерійський дивізіон, який ввійшов до складу 72-ї гвардійської мотострілецької дивізії.
У квітні 1962-го року дивізіон переформували в 1129-й зенітний артилерійський полк.
З 1 червня 1980 року полк став зенітним ракетним, оскільки був переозброєний на комплекс «Куб-М4». В квітні 1984 року полк знову був переозброєний на зенітно-ракетний комплекс «Оса».
У 1992 році полк перейшов під юрисдикцію України як 1129-й зенітний ракетний полк Збройних сил України.

## Озброєння
На 1990 рік:
- 9К33 «Оса»
- 6 од. ПУ-12
- 1 од. Р-145БМ